# Metroul din Shanghai

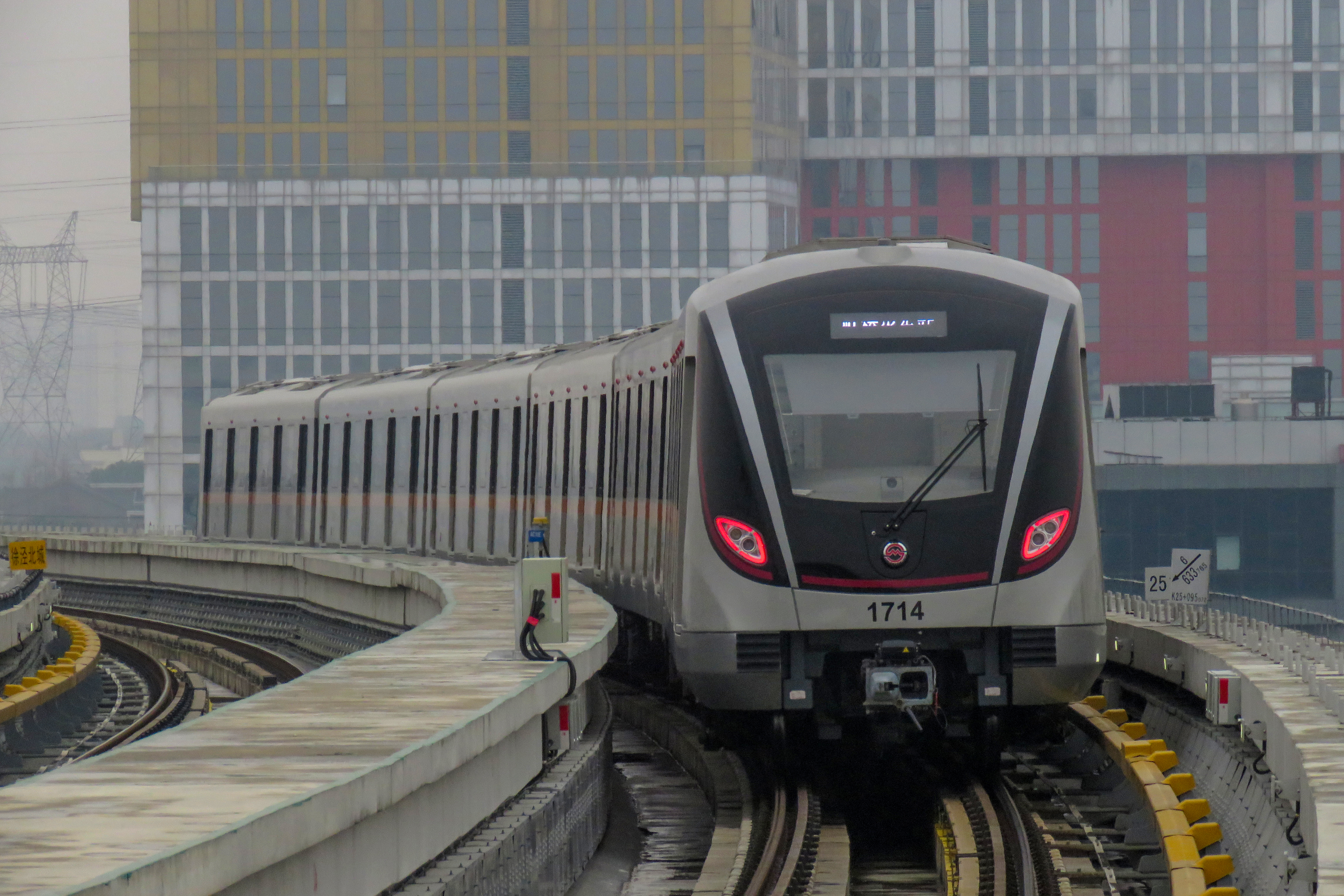
Tren de metrou din Shanghai pe linia 17

Metroul din Shanghai (上海轨道交通 în chineză) este un sistem de metrou care servește orașul Shanghai și transportă peste 10 milioane de pasageri pe zi. Sistemul include căi ferate subterane (地铁) și elevate (轻轨). Shanghai-ul este al treilea oraș din Republica Populară Chineză care să aibă sistem de metrou, după Beijing și Tianjin, deși astăzi metroul din Shanghai este cel mai extensiv din țară. Printre cele mai noi rețele din lume, metroul din Shanghai are 15 linii.

Evoluția animată a metroului din Shanghai

Metroul din Shanghai este sistemul cel mai mare de tranzit rapid din lume din punct de vedere al lungimii, în 2018 având 637 de kilometri. 
Este al doilea (după Metroul din New York) în funcție de numărul stațiilor, cu 387 stații pe 15 linii. Tot al doilea este în funcție de numărul anual al călătoriilor efectuate, în 2016 fiind folosit pentru 3,4 miliarde de călătorii, pe primul loc fiind Metroul din Beijing.

## Linii
În 2018 sistemul de metrou este compus din 15 linii, dintre care linia 4 este una circulară. Linia Maglev apare de obicei pe harta rutelor de metrou dar nu face parte din rețea, fiind operată de Shanghai Maglev Transportation Development. 

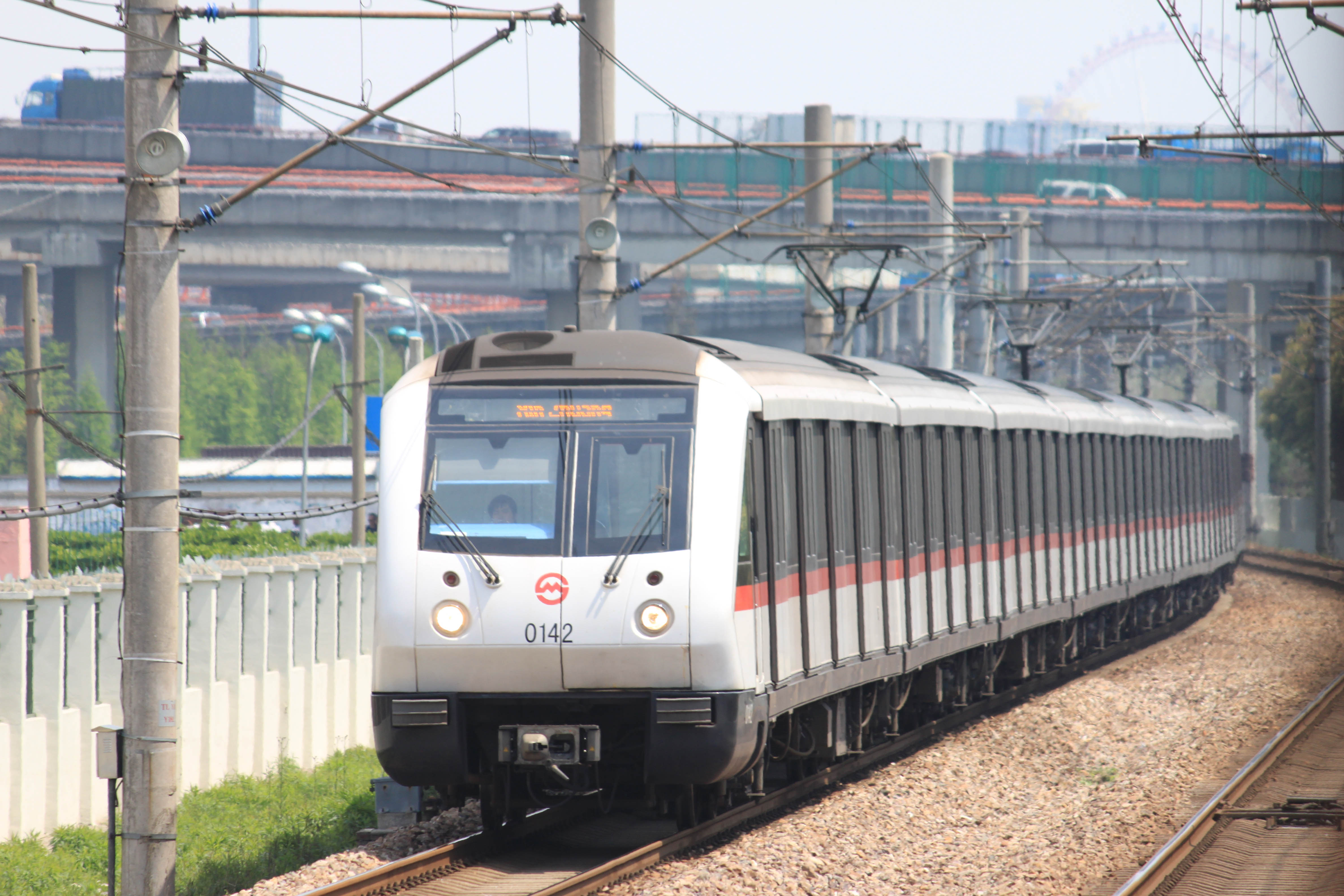
Linia 1
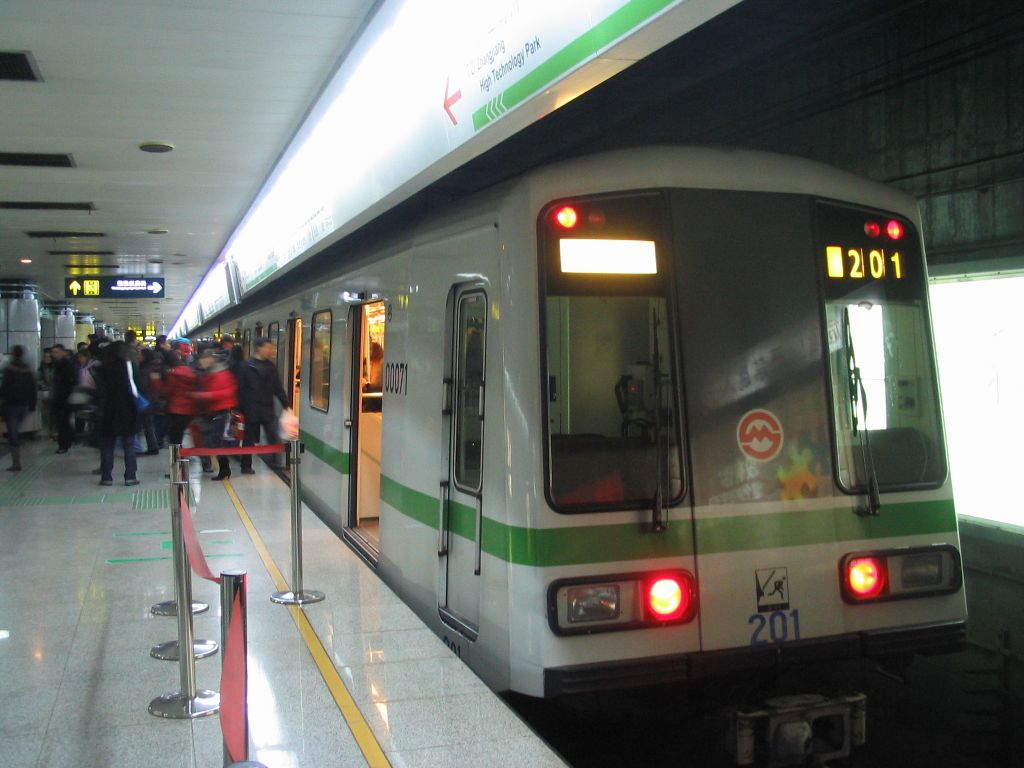
Linia 2
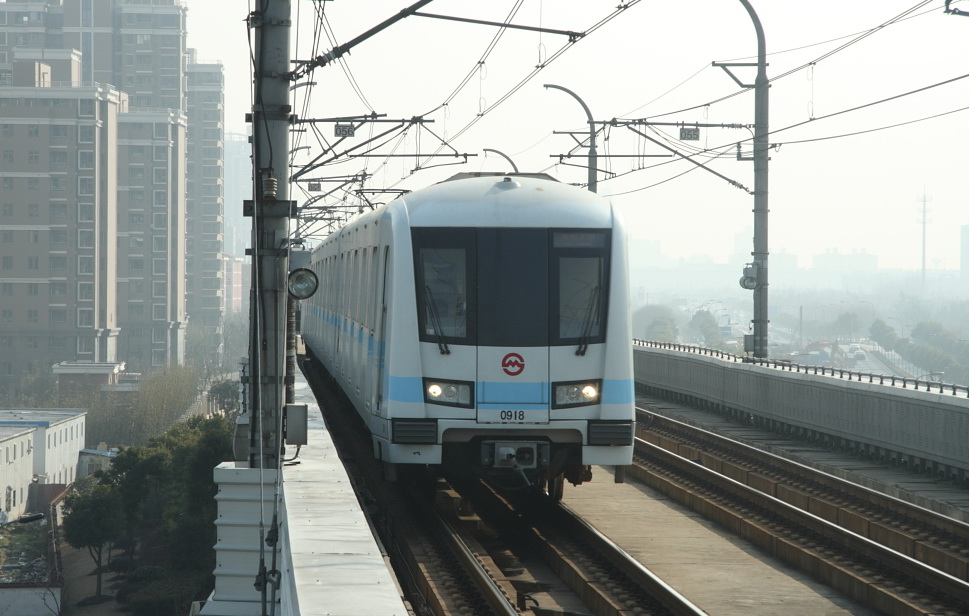
Linia 9
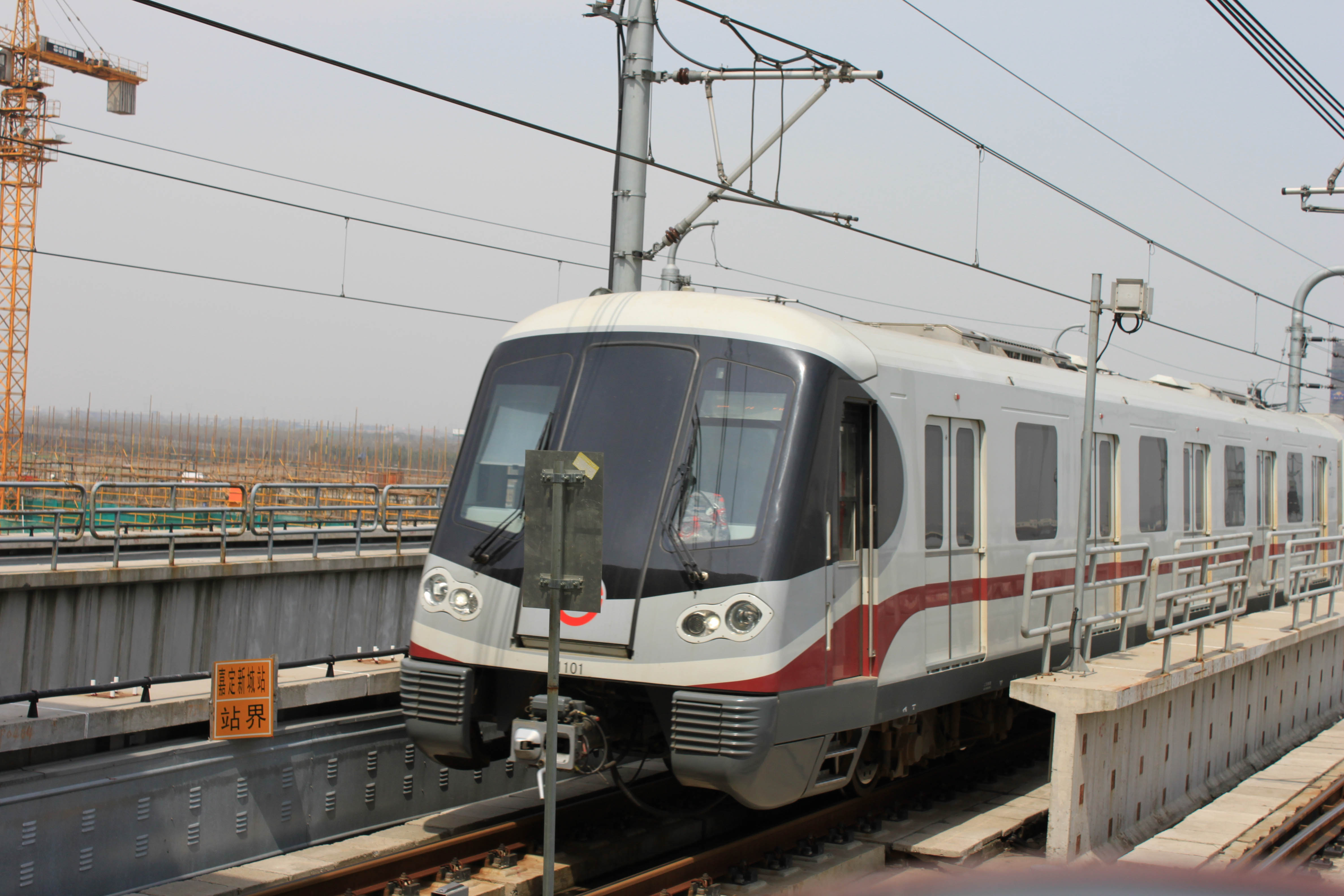
Linia 11
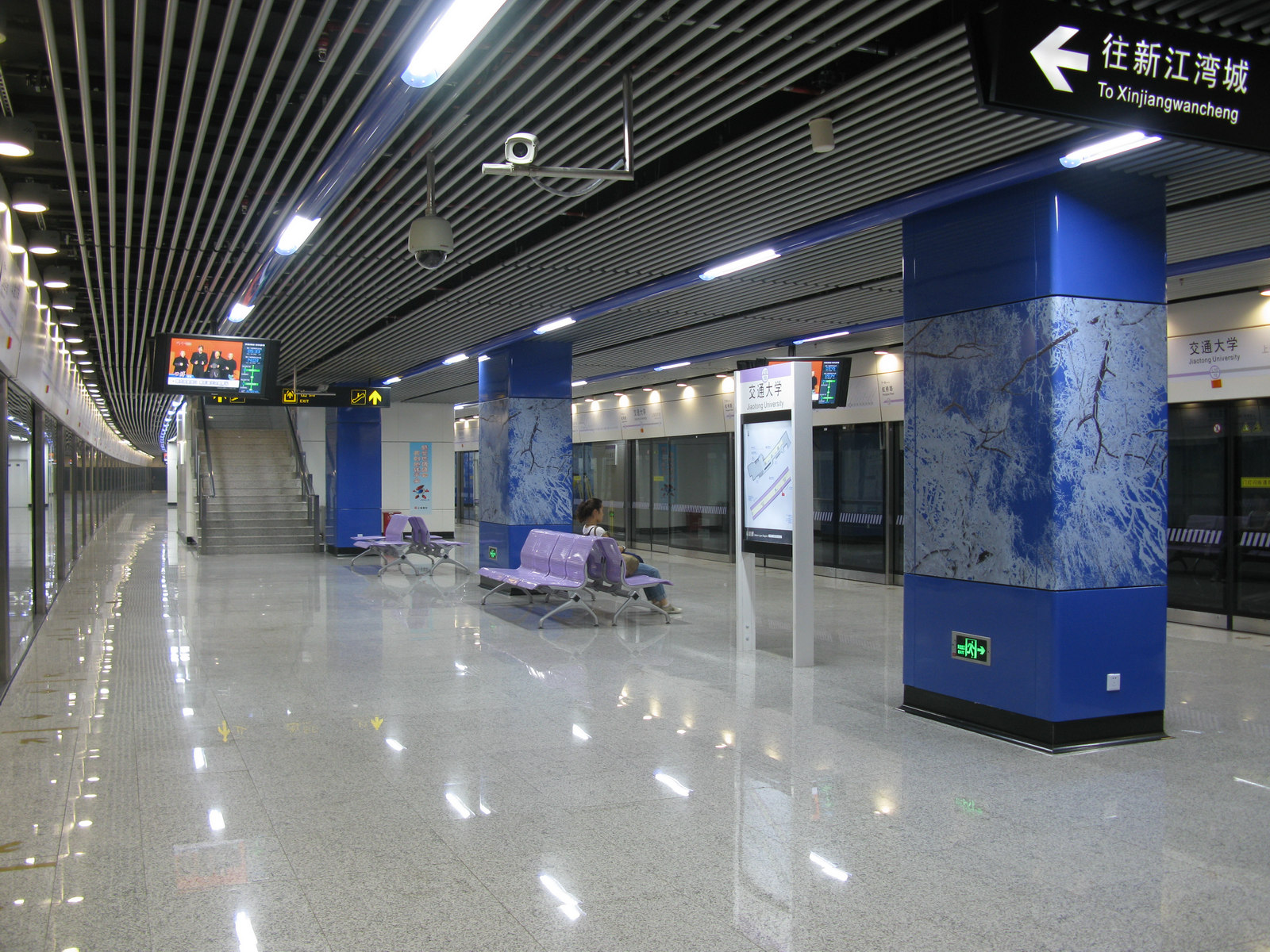
Stația Universitatea Jiaotong
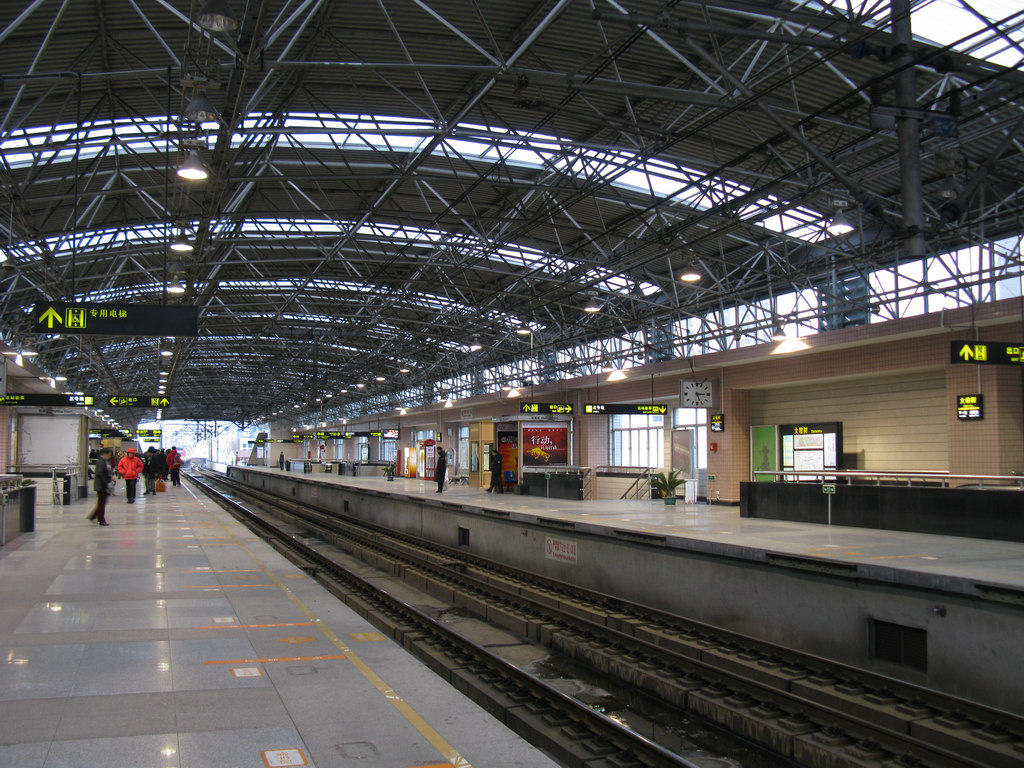
Stația Dabaishu
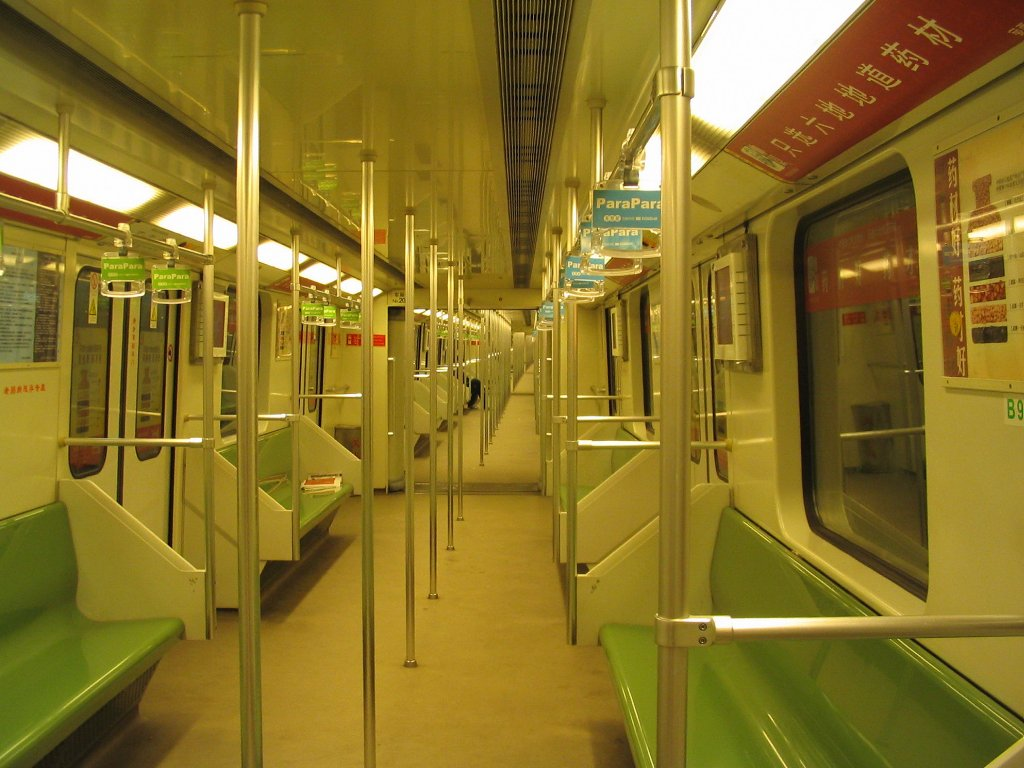
Linia 2, interior
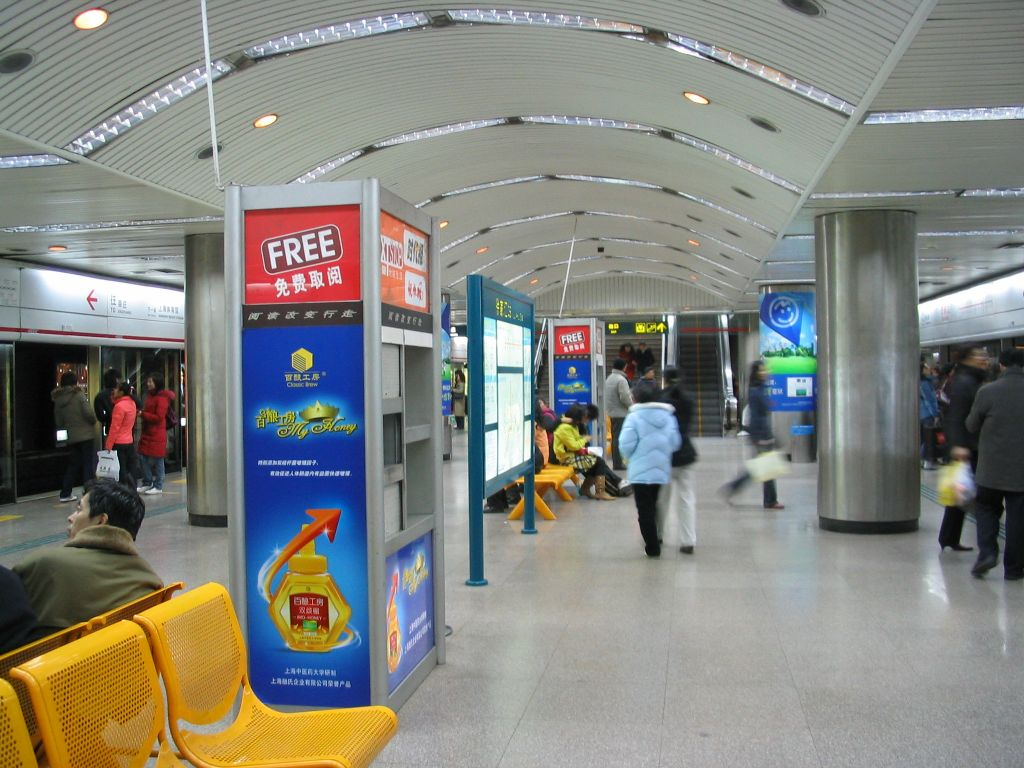
Stația Xujiahui
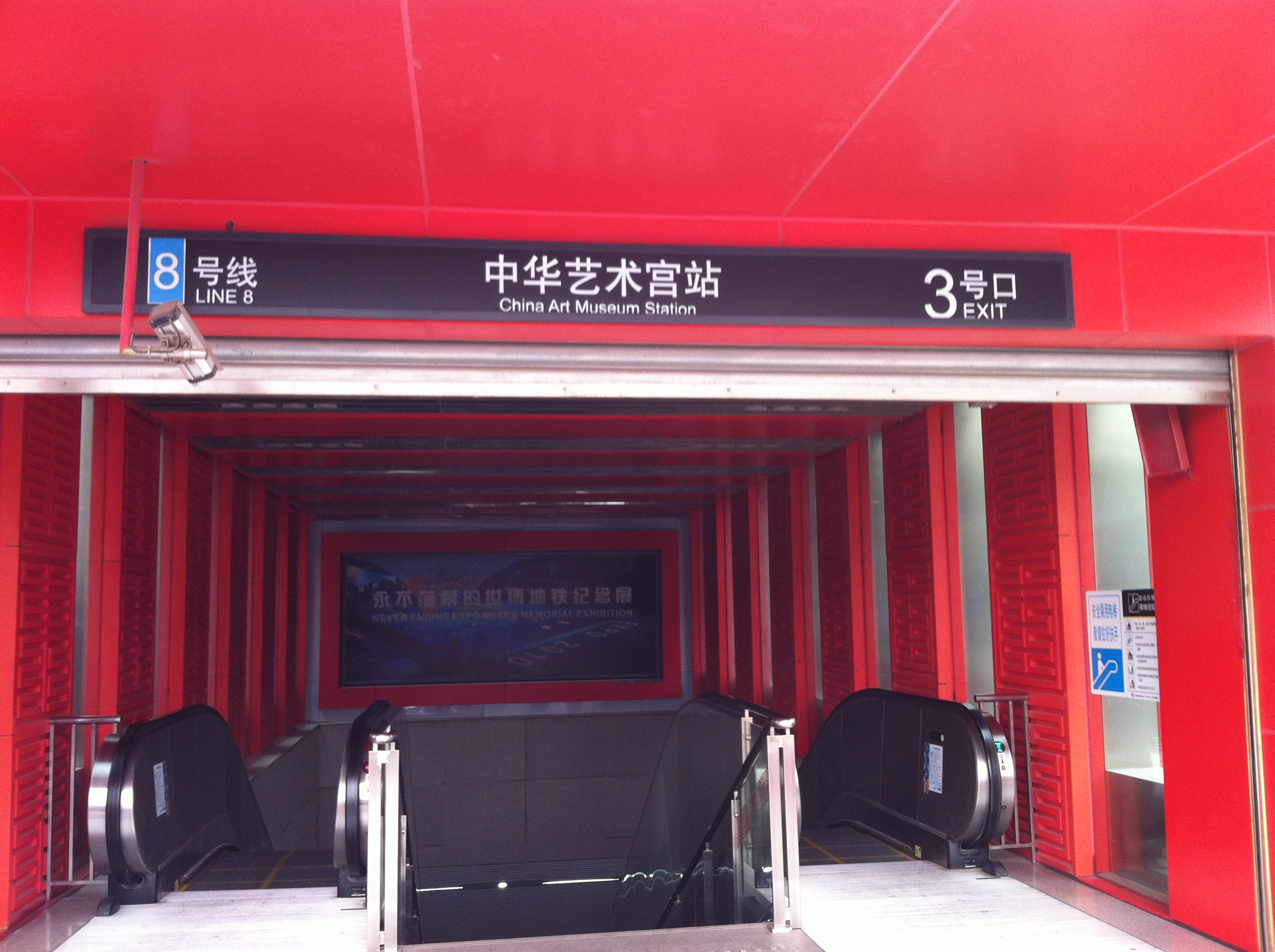
Intrarea stației China Art Museum

| Linia                | Capete (District)                    | Capete (District)                        | Planuri de operare | Deschidere           | Prelungirea cea mai recentă | Lungime km           | Stații               | Operator                                     |
| Metroul din Shanghai | Metroul din Shanghai                 | Metroul din Shanghai                     | Metroul din Shanghai | Metroul din Shanghai | Metroul din Shanghai        | Metroul din Shanghai | Metroul din Shanghai | Metroul din Shanghai                         |
| -------------------- | ------------------------------------ | ---------------------------------------- | --- | -------------------- | --------------------------- | -------------------- | -------------------- | -------------------------------------------- |
| 1                    | Fujin Road (Baoshan)                 | Xinzhuang (Minhang)                      | Fujin Road ↔ Xinzhuang Parțial: Gara Shanghai (Shanghai Railway Station) ↔ Xinzhuang | 1993                 | 2007                        | 36,4                 | 28                   | Shanghai Metro Operation Companies (No. 1–4) |

Harta metroului din Shanghai în 2021

| 2                    | East Xujing (Qingpu)                 | Aeroportul Internațional Pudong (Pudong) | Ore de vârf: East Xujing ↔ Tangzhen Segment principal: East Xujing ↔ Guanglan Road Parțial: Songhong Road ↔ Longyang Road Segment de suburbie: Guanglan Road ↔ Aeroportul Internațional Pudong            | 1999                 | 2010                        | 63,8                 | 30                   | Shanghai Metro Operation Companies (No. 1–4) |
| 3                    | North Jiangyang Road (Baoshan)       | Gara de Sud (Xuhui)                      | North Jiangyang Road ↔ Gara de Sud (Shanghai South Railway Station) Parțial: South Changjiang Road ↔ Gara de Sud                                                                                          | 2000                 | 2006                        | 40,3                 | 29                   | Shanghai Metro Operation Companies (No. 1–4) |
| 4 Linie circulară    | Yishan Road (Xuhui)                  | Yishan Road (Xuhui)                      | Linie circulară în jurul zonei centrale; Unele trenuri au Calea Yishan (Yishan Road) ca ultima stație. | 2005                 | 2007                        | 33,7                 | 26                   | Shanghai Metro Operation Companies (No. 1–4) |
| 5                    | Xinzhuang (Minhang)                  | Fengxian Xincheng (Fengxian)             | Xinzhuang ↔ Fengxian Xincheng Xinzhuang ↔ Zona de Dezvoltare Minhang (Minhang Development Zone) | 2003                 | 2018                        | 32.7                 | 19                   | Shanghai Metro Operation Companies (No. 1–4) |
| 5                    | Xinzhuang (Minhang)                  | Zona de Dezvoltare Minhang (Minhang)     | Xinzhuang ↔ Fengxian Xincheng Xinzhuang ↔ Zona de Dezvoltare Minhang (Minhang Development Zone) | 2003                 | 2018                        | 32.7                 | 19                   | Shanghai Metro Operation Companies (No. 1–4) |
| 6                    | Gangcheng Road (Pudong)              | Centrul Oriental de Sport (Pudong)       | Gangcheng Road ↔ Centrul Oriental de Sport (Oriental Sports Center) Parțial: Jufeng Road ↔ Gaoqing Road                                                                                                   | 2007                 | 2011                        | 32,3                 | 28                   | Shanghai Metro Operation Companies (No. 1–4) |
| 7                    | Lacul Meilan (Baoshan)               | Huamu Road (Pudong)                      | Lacul Meilan (Meilan Lake) ↔ Huamu Road Ore de vârf: Lacul Meilan ↔ Middle Longhua Road Shangda Road ↔ Middle Longhua Road Parțial: Qihua Road ↔ Huamu Road                                               | 2009                 | 2014                        | 44,2                 | 33                   | Shanghai Metro Operation Companies (No. 1–4) |
| 8                    | Shiguang Road (Yangpu)               | Shendu Highway (Minhang)                 | Shiguang Road ↔ Shendu Highway Parțial: Middle Yanji Road ↔ Centrul Oriental de Sport (Oriental Sports Center)                                                                                            | 2007                 | 2012                        | 37,4                 | 30                   | Shanghai Metro Operation Companies (No. 1–4) |
| 9                    | Gara de Sud Songjiang (Songjiang)    | Caolu (Pudong)                           | Gara de Sud Songjiang (Songjiang South Railway Station) ↔ Caolu Parțial: Sheshan ↔ Middle Yanggao Road | 2010                 | 2017                        | 77,6                 | 35                   | Shanghai Metro Operation Companies (No. 1–4) |
| 10                   | Xinjiangwancheng (Yangpu)            | Gara Hongqiao (Minhang)                  | Xinjiangwancheng ↔ Gara Hongqiao (Hongqiao Railway Station) Xinjiangwancheng ↔ Hangzhong Road | 2010                 | 2010                        | 35,4                 | 31                   | Shanghai Metro Operation Companies (No. 1–4) |
| 10                   | Xinjiangwancheng (Yangpu)            | Hangzhong Road (Minhang)                 | Xinjiangwancheng ↔ Gara Hongqiao (Hongqiao Railway Station) Xinjiangwancheng ↔ Hangzhong Road | 2010                 | 2010                        | 35,4                 | 31                   | Shanghai Metro Operation Companies (No. 1–4) |
| 11                   | North Jiading (Jiading)              | Disney Resort (Pudong)                   | Huaqiao ↔ Disney Resort North Jiading ↔ Disney Resort Rush Hour: Nanxiang ↔ Sanlin | 2009                 | 2016                        | 82,4                 | 38                   | Shanghai Metro Operation Companies (No. 1–4) |
| 11                   | Huaqiao (Kunshan, Provincia Jiangsu) | Disney Resort (Pudong)                   | Huaqiao ↔ Disney Resort North Jiading ↔ Disney Resort Rush Hour: Nanxiang ↔ Sanlin | 2009                 | 2016                        | 82,4                 | 38                   | Shanghai Metro Operation Companies (No. 1–4) |
| 12                   | Qixin Road (Minhang)                 | Jinhai Road (Pudong)                     | Qixin Road ↔ Jinhai Road Parțial: Hongmei Road ↔ Jufeng Road | 2013                 | 2015                        | 40,4                 | 32                   | Shanghai Metro Operation Companies (No. 1–4) |
| 13                   | Zhangjiang Road (Pudong)             | Jinyun Road (Jiading)                    | Zhangjiang Road ↔ Jinyun Road | 2012                 | 2018                        | 38.8                 | 31                   | Shanghai Metro Operation Companies (No. 1–4) |
| 16                   | Longyang Road (Pudong)               | Lacul Dishui (Pudong)                    | Longyang Road ↔ Lacul Dishui (Dishui Lake), se oprește la toate stațiile. Longyang Road ↔ Lacul Dishui, linie expres, se oprește numai la: Longyang Road, Luoshan Road, Xinchang, Huinan și Lacul Dishui. | 2013                 | 2014                        | 59                   | 13                   | Shanghai Maglev Development Company          |
| 17                   | Gara Hongqiao (Minhang)              | Terenul Oriental (Qingpu)                | Gara Hongqiao ↔ Terenul Oriental (Oriental Land) Parțial: Gara Hongqiao (Hongqiao Railway Station) ↔ Dianshanhu Avenue                                                                                    | 2017                 | —                           | 35,3                 | 13                   | Shanghai Metro Operation No. 2 Company       |
| Pujiang              | Shendu Highway (Minhang)             | Huizhen Road (Minhang)                   | Shendu Highway ↔ Huizhen Road | 2018                 | —                           | 6.7                  | 6                    | Shanghai Keolis                              |
| Total                | Total                                | Total                                    | Total | Total                | Total                       | 676                  | 413                  |                                              |